# Cầu Phú Lương
Cầu Phú Lương là tên của hai cây cầu (bao gồm một cầu đường sắt và một cầu đường bộ) bắc qua sông Thái Bình tại thành phố Hải Dương, tỉnh Hải Dương, Việt Nam.
Cầu đường sắt Phú Lương được xây dựng từ thời Pháp thuộc, là một phần của tuyến đường sắt Hà Nội - Hải Phòng và được dùng chung cho cả đường sắt và đường bộ (Quốc lộ 5 cũ) cho đến năm 1996. Trong chiến tranh, cầu nhiều lần bị máy bay Mỹ ném bom đánh sập, sau đó được phục hồi lại.

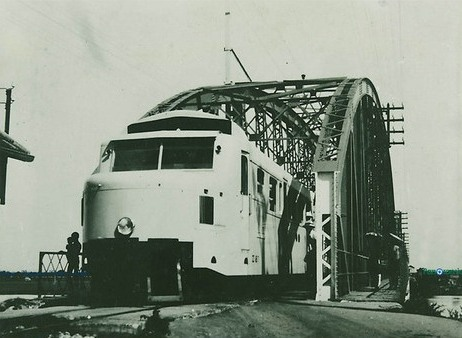
Cầu Phú Lương giai đoạn 1921–1935
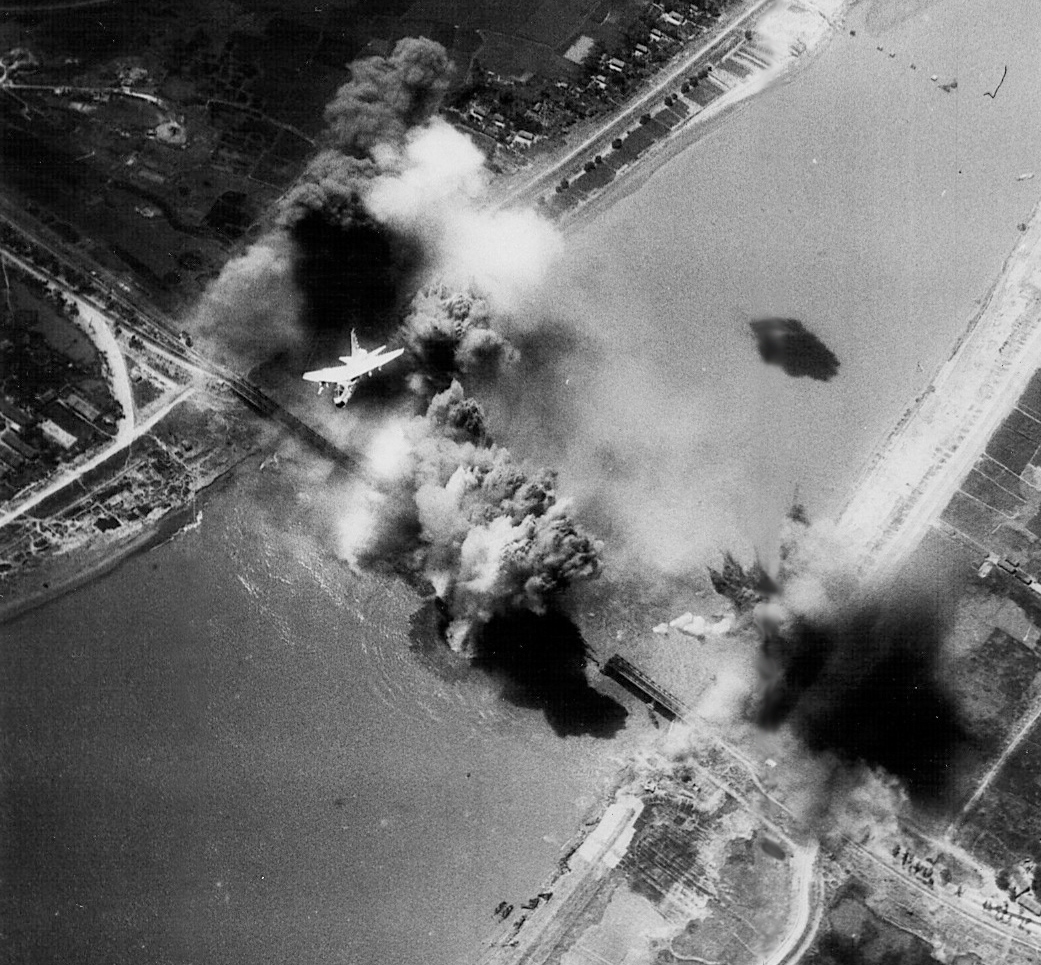
Cầu bị máy bay Mỹ ném bom vào năm 1972

Đến năm 1993, cầu đường bộ Phú Lương được khởi công xây dựng. Cầu Phú Lương mới nằm trên quốc lộ 5 mới tại lý trình km55 + 336, cầu có chiều dài 491,7 m, khẩu độ nhịp chính là 102 m, gồm hai nhánh cầu nằm song song với nhau, mỗi nhánh rộng 10 m. Cầu được thi công theo phương pháp đúc hẫng cân bằng, công nghệ lần đầu tiên được áp dụng tại Việt Nam lúc bấy giờ và chính thức đưa vào sử dụng từ cuối năm 1996.